# Marco Antistio Labeón
Marco Antistio Labeón (en latín, Marcus Antistius Labeo; 43 a. C.-20 d. C.) fue un jurista romano contemporáneo de Augusto, discípulo de Cayo Trebacio Testa y fundador de la escuela proculeyana, antes que su rival Cayo Ateyo Capitón, quien lo considera legum atque morum populi romani iurisque civiles adprime doctior. 

## Vida y obra
Labeón es, en efecto, el jurista más insigne de los primeros años del principado. Con él se inicia la etapa clásica central, o de apogeo, del derecho romano. Su padre, Pacuvio Labeón, jurista también, había sido un fervoroso republicano, amigo de Bruto, y uno de los primeros en conjurarse contra Julio César, muriendo por su propia mano tras la derrota de Filipos. Labeón permaneció fiel al ideal republicano heredado de su padre. Por esta razón, apenas ascendió en el cursus honorum. En el año 18 formó parte de la comisión encargada por Augusto de hacer una nueva lista de senadores (lectio senatus). Obtuvo la pretura, pero rechazó el consulado que le ofreció Augusto, dedicándose por entero a su vocación de jurista. 
Escritor fecundo y original, versado en gramática, literatura, filosofía y dialéctica, Labeón dejó una obra inmensa, en más de cuatrocientos libros, de los que se conservan referencias a través de otros juristas (Ulpiano, Paulo, Juliano), que citaban sus opiniones, lo que permite apreciar la autoridad y el influjo de sus obras en la jurisprudencia posterior.